# Сараєвський університет
Сараєвський університет (босн. Универзитет у Сарајеву) — найбільший та найстаріший університет в Боснії і Герцеговині, а також найстаріший вищий навчальний заклад у країнах колишньої Югославії. Первинно був заснований 1531 року як Османський ісламський правничий коледж. Університет у своєму сучасному стані було організовано 1949 року.
Нині університет має 23 факультети, на яких навчаються близько 50 000 студентів, входить до числа найбільших університетів Європи. З моменту відкриття 1949 року 122 000 студентів здобули ступінь бакалавра, 3 891 — ступінь магістра і 2 284 — докторський ступінь в 45 різних галузях.
На теперішній час Університет розглядається як найпрестижніший виш країни та налічує понад тисячу викладачів.
Сараєвський університет має партнерські відносини з понад 40 університетами Європи, США, Канади та Близького Сходу.

## Організація
Університет складається з 26 факультетів, академій і коледжів, які поділяються на 6 академічних груп, а також численні додаткові навчальні програми:

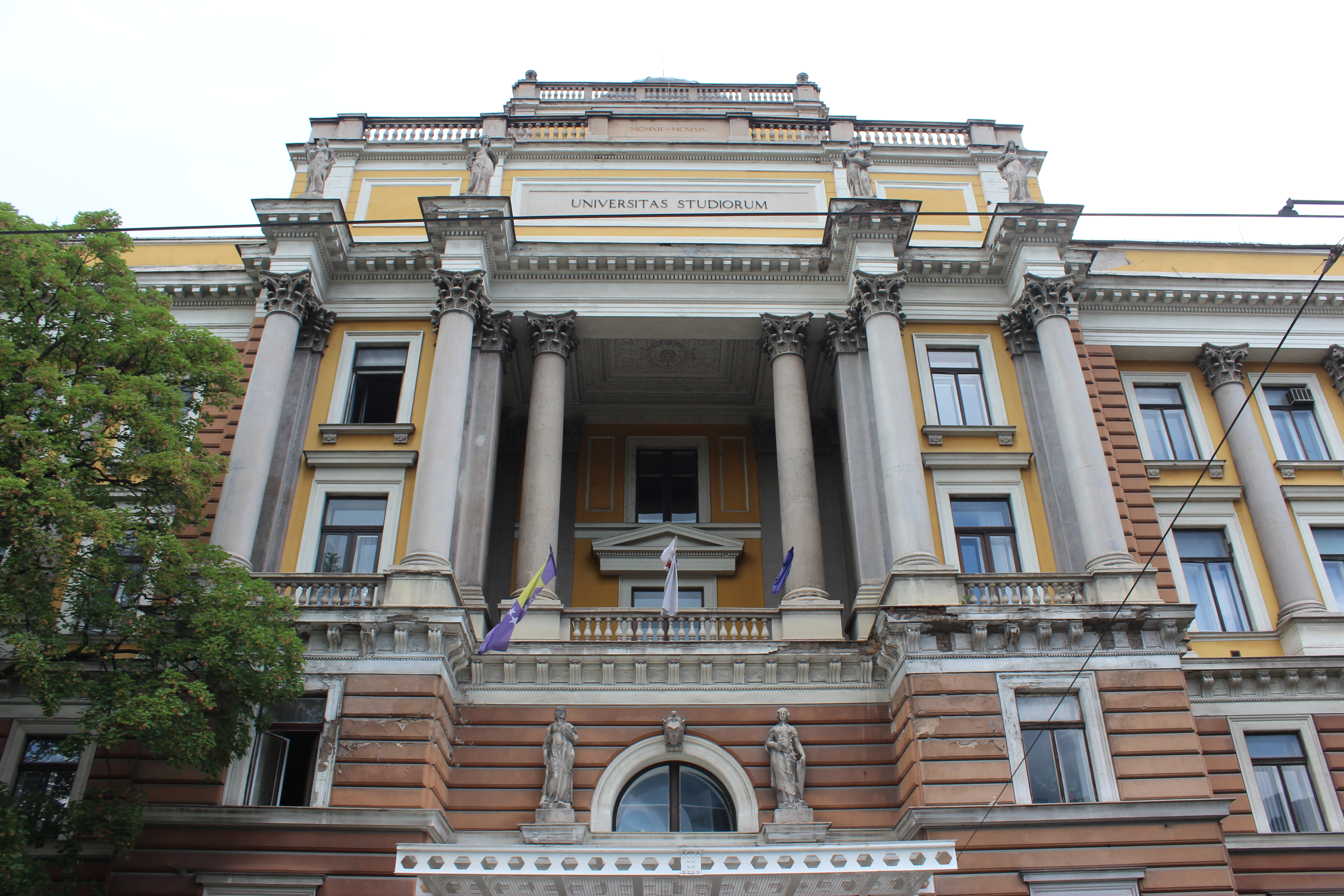
Школа права

- Сараєвська школа економіки та бізнесу
- Сараєвська академія прикладного мистецтва
- Архітектурний факультет
- Електротехнічний факультет
- Факультет кримінальних наук
- Факультет політичних наук
- Факультет спорту й фізичного виховання
- Факультет транспорту й комунікацій
- Фармакологічний факультет
- Факультет філософії
- Факультет цивільної техніки
- Ісламський факультет
- Механічний факультет
- Медичний факультет
- Музична академія Сараєва
- Педагогічний коледж
- Сільськогосподарський факультет
- Сараєвська правнича школа
- Факультет природничих наук і математики
- Стоматологічний факультет
- Лісовий факультет
- Факультет ветеринарної медицини
- Факультет охорони здоров'я
- Інститут генної інженерії та біотехнології

## Ректори
- Васо Бутозан 1949—1950, 1952—1956
- Драго Крндія 1950—1952
- Едем Чамо 1956—1960
- Александар Труміч 1960—1965
- Фазлі Алікалфіч 1965—1969
- Гамдія Чемерліч 1969—1972
- Здравко Бесарович 1972—1977
- Аріф Танович 1977—1981
- Божидар Матіч 1981—1985
- Любомир Берберович 1985—1988
- Ненад Кецманович 1988—1991
- Юсуф Муліч 1991—1993
- Фарук Селескович 1993—1995
- Неджад Мулабегович 1995—2000
- Борис Тихи 2000—2004
- Гасан Муратович 2004—2006
- Фарук Чакловіца 2006—2012
- Фарук Окловіца 2012-

## Відомі випускники

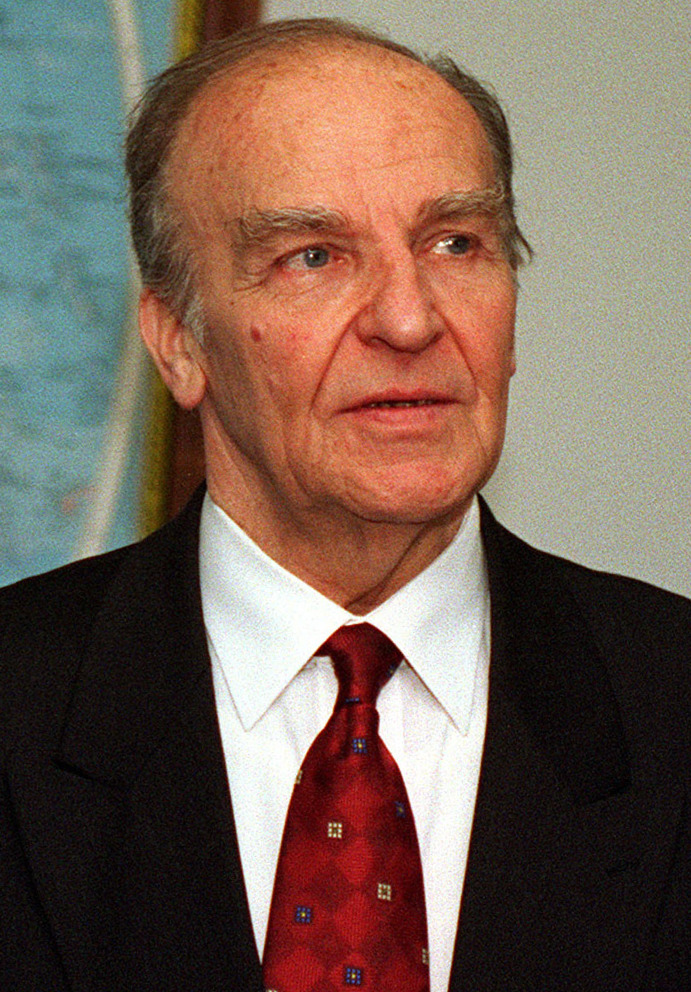
Алія Ізетбегович

- Абдула Сідран, боснійський письменник і поет
- Александар Гемон, боснійський письменник
- Алія Бегмен, чинний мер Сараєва
- Алія Ізетбегович, перший президент Боснії і Герцеговини
- Беріз Белкич, член Президії Боснії і Герцеговини
- Деян Мілошевич, боснійський фізик-теоретик
- Гуско Джигал, відомий професор математики й фізики, видатний поет і письменник
- Івіца Осім, колишній головний тренер національних югославської та японської збірних з футболу
- Корнеліє Ковач, сербський композитор
- Міленко Єргович, боснійський і хорватський письменник
- Нікола Шпірич, прем'єр-міністр Боснії і Герцеговини
- Селмо Цикотич, боснійський міністр оборони
- Едвін Канка Чудич, боснійський захисник прав людини
- Сулейман Тихич, президент Боснії і Герцеговини
- Желько Комшич, президент Боснії і Герцеговини
- Живко Радішич, президент Боснії і Герцеговини
- Златко Лагумджія, колишній прем'єр-міністр Боснії і Герцеговини